# 실레시아의 헤드비지스
실레시아의 성녀 헤드비지스(라틴어: Sancta Hedviges Silesiana, 폴란드어: Święta Jadwiga Śląska) 또는 안덱스의 헤드비지스(독일어: Heilige Hedwig von Andechs, 1174년 ~ 1243년 10월 15일)는 안덱스 가문 출신으로서 1201년부터 실레시아 공작 부인이었으며 1231년부터는 대폴란드의 공작 부인이었다. 또한 1232년부터 1238년까지 폴란드의 대공비였다. 가톨릭교회의 성녀이기도 하며, 축일은 10월 16일이다.

## 생애
헤드비지스는 안덱스의 베르톨드 4세와 그의 두 번째 아내 로크리츠의 아그네스의 딸로 바이에른 공국의 안덱스 성에서 태어났다. 헤드비지스의 첫째 언니 아그네스는 프랑스의 필리프 2세와 결혼하였지만 1200년에 혼인이 무효화되었으며, 둘째 언니 게르트루드는 헝가리의 언드라시 2세와 결혼하였으며 1213년에 살해당하였다. 여동생 마틸다(메히틸트)는 프랑코니아의 키칭엔에 있는 베네딕도회 수녀원에 들어가 수녀원장이 되었다. 한편 헤드비지스는 둘째 언니 게르트루드의 딸인 헝가리의 에르제베트의 이모에 해당한다.

### 공작 부인
헤드비지스는 12세가 되던 해에 브로츠와프 공작 볼레스와프 1세의 아들이자 슐레지엔 피아스트 가문의 후계자인 헨리크 1세와 혼인했다. 헨리크는 1201년 아버지의 자리를 이어받자마자 곧바로 피아스트 왕조의 친척들과 권력 다툼을 벌여야 했는데, 첫 번째 상대는 오폴레 공작 미에슈코 4세였다. 1206년 헨리크와 그의 조카인 대폴란드의 브와디스와프 3세 공작은 칼리시 지역과 루부츠 지역을 서로 맞바꾸기로 합의했으나, 브와디스와프 3세의 조카 브와디스와프 오도닉이 이에 격렬하게 반발했다. 1227년 헨리크가 피아스트 왕조의 사촌을 만나러 가사와로 갔을 때, 브와디스와프 오도닉에게 선동당한 포메라니아 공작 스비에톨펠크 2세의 부하들의 습격을 받아 간신히 목숨을 건졌지만, 폴란드 대공 레셰크 1세는 살해당했다.

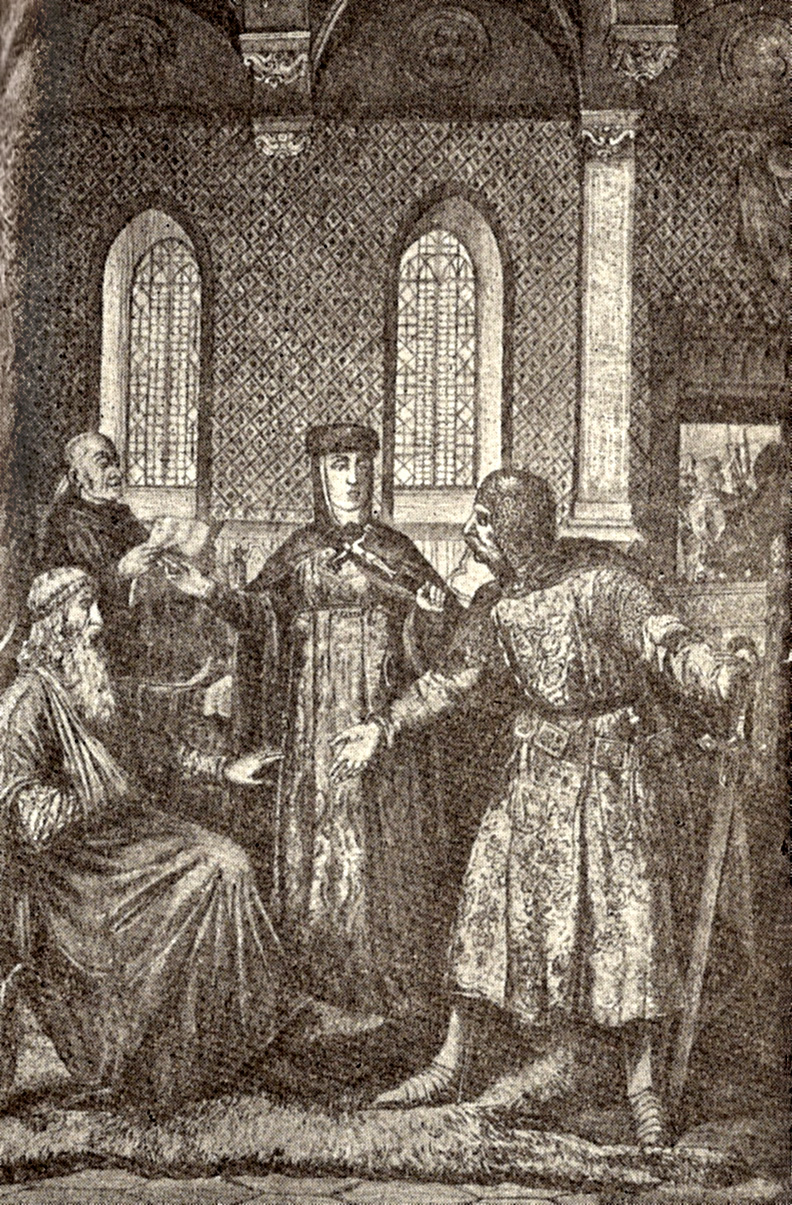
헨리크와 콘라트의 사이를 중재하는 성녀 헤드비지스. 19세기 판화.

다음 해 레스제크 1세 대공의 뒤를 이어 대공이 된 브와디스와프 3세는 헨리크와 동맹을 맺었다. 그러나 헨리크는 여전히 대폴란드에 있는 자키 조카와 경쟁을 벌여야 했다. 그가 조카로부터 크라쿠프의 통치자로 임명되었을 때, 실레시아 공작과의 영토 분쟁에 휘말리게 되었다. 1229년 헨리크는 경쟁자인 마소비아의 콘라드 1세 공작에게 사로잡혀 프워츠크 성에 억류되었다. 헤드비지스가 프워츠크 성으로 직접 찾아가서 청원한 덕분에 그는 무사히 풀려날 수 있었다.
이러한 그녀의 내조는 남편 헨리크의 권력 강화를 더욱 앞당겼다. 1231년 브와디스와프 3세가 사망하자 헨리크가 그의 뒤를 이어 대폴란드의 공작이 되었고 다음 해에는 크라쿠프 대공이 되었다. 이리하여 헨리크는 1138년 볼레스와프 3세의 유언에 따라 실레시아와 세니오라테를 통치권을 모두 얻은 브와디스와프 2세 비그나니에츠의 실레시아 피아스트 왕조의 후손들 가운데 최초의 인물이 되었다.

### 미망인
1238년 헨리크가 사망하자 그의 유해는 헤드비지스의 뜻에 따라 1202년에 세워진 시토회 수녀원인 트레브니카 수도원(Kloster Trebnitz)에 매장되었다. 미망인이 된 헤드비지스는 자신의 딸 게르트루드가 관리하는 수녀원으로 거처를 옮겼다. 그곳에서 3회원으로서 수도복을 받아 입기는 했지만, 수도 서원은 하지 않았다. 그녀는 농사를 짓기 위해 실레시아의 척박한 땅을 경작하는 한편 동방식민운동에 따라 여러 도시와 마을, 촌락을 세운 많은 독일 이주민을 실레시아로 초대했다.
헤드비지스와 헨리크는 슬하에 딸 몇 명과 아들 하나를 둔 것으로 전해지는데, 이 중 외아들은 훗날 아버지의 뒤를 이어 실레시아의 공작과 폴란드 대공이 된 헨리크 2세이다. 하지만 헤드비지스는 폴란드를 침략한 몽골군에 맞선 1241년 레그니차 전투에서 신성 로마 제국 황제 프리드리히 2세의 지원만 기다리다가 허망하게 전사한 자기 아들의 죽음을 목도해야만 했다. 이로써 폴란드의 재통합에 대한 희망은 사라져버렸고, 실레시아도 헨리크 2세 아들의 지배 하에 수많은 피아스트 가문 공작들의 영지로 분열되었다. 헤드비지스와 미망인이 된 그녀의 며느리 보헤미아의 안나는 전투가 벌어진 레그니츠키에폴레에 보헤미아의 오타보비체에서 온 수사들이 정착할 수도원을 세웠다.
헤드비지스와 헨리크는 매우 경건한 삶을 살았는데, 특히 헤드비지스는 하느님과 교회에 대한 깊은 믿음을 지니고 있었다. 그녀는 노보그로드보브칸스키에 있는 아우구스티노회와 성전 기사단에게 영지를 기부하는 등의 방법을 통해 남편을 지원했다. 헤드비지스는 언제나 가난한 사람들을 지원하는데 열심이었으며, 교회에 많은 기금을 냈다. 그녀는 심지어 한겨울에도 맨발로 돌아다녔다. 이를 본 브로츠와프의 주교가 헤드비지스에게 신발을 신을 것을 촉구했으나, 그녀는 신발을 손에 들고 다녔다. 헤드비지스는 1243년 10월 15일 선종했으며, 시신은 남편과 마찬가지로 트레브니카 수도원에 매장되었다. 그녀의 유해 일부는 독일의 성 헤드비지스 대성당과 안데히스 수도원에 보관되어 있다.

## 시성

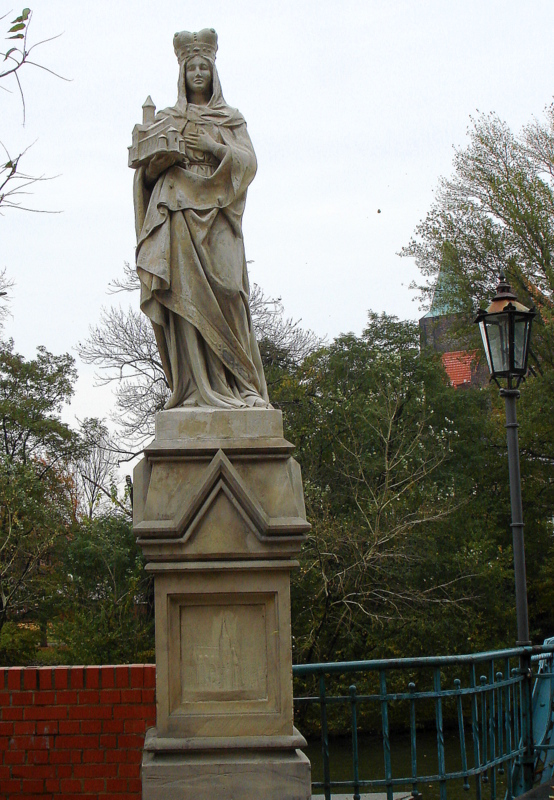
브로츠와프에 있는 성녀 헤드비지스 성상

헤드비지스는 시토회의 지원자이자 헤드비지스의 증손자이기도 한 잘츠부르크의 라디슬라우스 대주교의 청원에 따라 시성 조사가 이루어졌으며, 1267년 교황 클레멘스 4세에 의해 성인으로 시성되었다. 헤드비지스는 실레시아와 안덱스 그리고 브로츠와프 대교구, 괴를리츠 교구의 주보성인으로 선포되었다. 로마 전례력에서 그녀의 축일은 10월 16일로 지정되었다. 17세기의 한 전설에 따르면, 헤드비지스가 로마로 순례를 떠나던 길에 오스트리아의 바드젤이라는 곳에 잠시 머물렀는데 그곳에서 그녀는 치유의 샘물을 뽑아 올리는 기적을 행했다고 전해진다. 따라서 오늘날까지도 그곳은 그녀의 이름을 간직하고 있다.
1742년 실레시아를 정복하여 합병한 프로이센의 프리드리히 2세 국왕은 1773년에 실레시아의 상류층 가톨릭 이민자들을 위해서 수도 베를린에 성 헤드비지스 대성당을 건립할 것을 명하였다. 성 헤드비지스 대성당은 오늘날 가톨릭 베를린 대교구의 대성당 역할을 하고 있다.

## 자녀
헤드비지스와 헨리크 1세는 슬하에 일곱 명의 자녀를 두었다.
1. 아그네스 (1190년경 –1214년 5월 11일).
2. 볼레스와프 (1191년경 – 1206년 또는 1208년 9월 10일).
3. 헨리크 2세 (1196년경 – 1241년 4월 9일).
4. 콘라드 (1198년경 – Czerwony Kosciol, 4 September 1213).
5. 소피에 (1200년경 – 1214년 3월 22일 또는 23일).
6. 게르트루드 (1200년경 – 6/30 December 1268년 12월 6일 또는 30일) - 트레브니카 수녀원장.
7. 블라디스와프 (1208년 12월 25일 –1214년 또는 17년).